# Simbach (bei Landau)

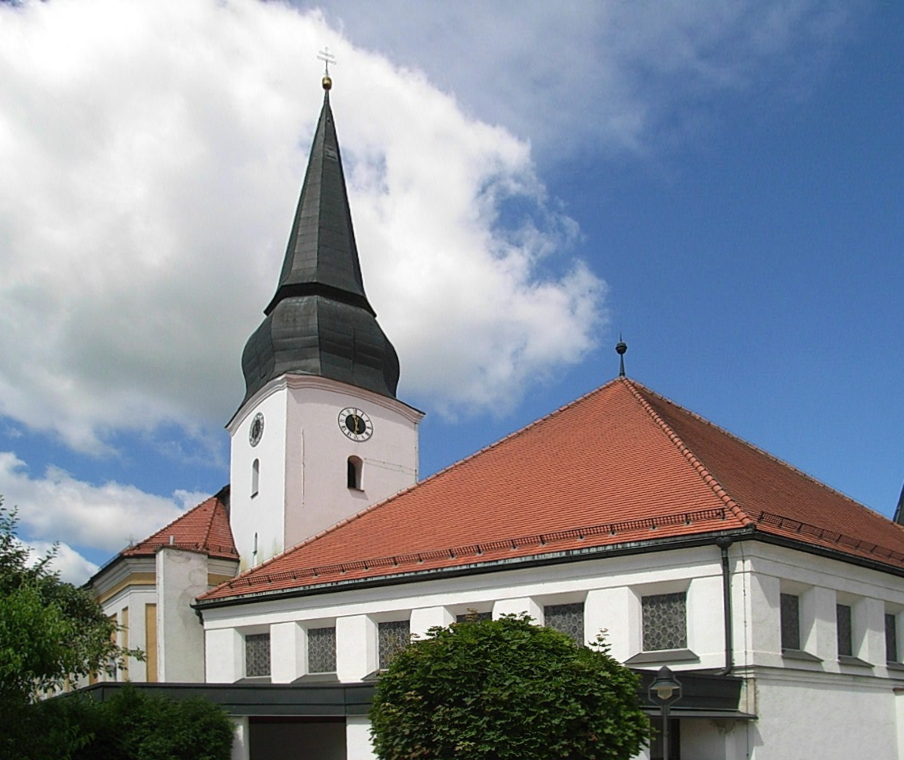
Simbach

Simbach (bei Landau) este o comună-târg din districtul Dingolfing-Landau, regiunea administrativă Bavaria Inferioară, landul Bavaria, Germania.